# Johan Wikmanson
Johan Wikmanson (28. prosince 1753, Stockholm - 10. ledna 1800, Stockholm) byl švédský varhaník a skladatel.

## Biografie
Wikmanson se narodil ve Stockholmu a právě tam také strávil většinu svého života. Byl vynikající varhaník a mnoho let zastával post varhaníka v katedrále Sankt Nikolai kyrka, hlavního stockholmského kostela. Johan Wikmanson byl také výborný violoncellista. Jako většina švédských skladatelů se však nebyl schopen uživit hudbou, a tak si musel vydělávat jako účetní. Zemřel na tuberkulózu roku 1800.

## Dílo
Jako skladatel je Wikmanson znám především svými pěti smyčcovými kvartety, všemi publikovanými až po jeho brzké smrti roku 1800. Jeho blízký přítel, Gustav Silverstolpe publikoval na vlastní náklady tři z nich, podle jeho úsudku nejlepší, a označil je jako op. 1. Později dal Silverstolpe právo na jejich vydání známému německému vydavatelství Breitkopf & Härtel, přičemž doufal, že se tímto dostanou Wikmansonovy kvartety do širšího povědomí. To se však nestalo. Od té doby se více než 170 let se neobjevilo žádné nové vydání. Až v sedmdesátých letech 20. století švédská firma Edition Reimers vydala všechny tři kvartety op. 1 a roku 2006 vydavatelství Edition Silvertrust přineslo novou edici Smyčcového kvartetu č. 1 d moll, op. 1.
Není známo kdy přesně Wikmanson tyto kvartety, které Silverstolpe označil za op. 1, napsal. Rozhodně to však nebyla jeho první díla a pravděpodobně to dokonce byly jedny z jeho posledních prací. Mnoho odborníků se domnívá, že právě takzvaný První kvartet byl napsaný v pořadí pátý a zároveň tedy poslední. Potvrzuje to i např. fakt, že tento kvartet Silverstolpe umístil jako první z těch tří nejlepších, které publikoval. Tento postup byl běžný, protože se využívalo toho, že první dílo mohlo zaujmout poslechu dalších skladeb. Nejslabší dílo se obvykle umisťovalo doprostřed a nakonec opět nějaké další velmi vydařené dílo. Kvartety op. 1 byly posmrtně věnovány Haydnovi. Přestože se Wikmanson s Haydnem osobně nesetkal, je jasné, že jeho kvartety dobře znal, včetně Op. 76, publikovaného v roce 1799, rok před jeho smrtí. Haydna tato díla zaujala a snažil se o ně podnítit zájem, ovšem neúspěšně.
Smyčcový kvartet č. 1 má 4 věty: Allegro—Adagio—Minuetto a Allegro. Autor zde prokazuje vysokou znalost výrazových prostředků a možností violoncella a violy. Kritici uvažují o podobnosti s Haydnovými Smyčcovými kvartety op. 64. Asi nejpozoruhodnější větou je Adagio, rázný smuteční pochod, který byl hrán i na Wikmansonově pohřbu. Tato věta může připomínat i pomalou větu z Haydnova Smyčcového kvartetu op. 20, č. 2, jednoho z Haydnových nejznámějších. Finální Allegro přichází s divokou rychlou melodií a překvapivým koncem.
Napsal také dvě opery, Äfventyraren (1791) a Eremiten (1798). Obě měly premiéru ve Stockholmu. 